# Supercoppa svizzera 2019 (pallacanestro)
La Supercoppa svizzera 2019 fu la 5ª edizione di Supercoppa svizzera di pallacanestro maschile.

## Tabellino
| Arbitri: | Jean-Philippe Herbert Grégoire Pillet Bosko Stojcev |

|                                 |            |                             |
| Garrett 18 Jaunin 13 Pollard 10 | Punti      | 19 Sehic 12 Colter 11 Dubas |
| Mbala 3                         | Assist     | 5 Colter                    |
| Mbala 8                         | Rimbalzi   | 8 Sehic                     |
| Petar Aleksić                   | Allenatori | Adnan Chuk                  |

| Quintetto titolare | Quintetto titolare | Quintetto titolare | Pt | Rim | Ass |
| ------------------ | ------------------ | ------------------ | -- | --- | --- |
| P                  | 4                  | Jérémy Jaunin      | 13 | 5   | 6   |
| GA                 | 0                  | Boris Mbala        | 5  | 8   | 3   |
| AP                 | 0                  | Axel Louissaint    | 2  | 3   | 1   |
| A                  | 6                  | Paul Gravet        | 8  | 7   | 1   |
| C                  | 18                 | Brandon Garrett    | 18 | 3   | 2   |
| Panchina:          |                    |                    |    |     |     |
| AG                 | 17                 | Dylan Schommer     | 0  | 3   | 0   |
| PG                 | 12                 | Xavier Pollard     | 10 | 4   | 0   |
| PG                 | 21                 | Justin Solioz      | 4  | 0   | 0   |
| AG                 | 25                 | Kevin Martina      | 0  | 2   | 2   |
| A                  | 8                  | Brandon Kuba       | 0  | 1   | 0   |
| Allenatore:        |                    |                    |    |     |     |
| Petar Aleksić      |                    |                    |    |     |     |

| Fribourg Olympic |  | Lions de Genève |

| Fribourg Olympic | Statistiche        | Lions de Genève |
| ---------------- | ------------------ | --------------- |
|                  | Statistiche        |                 |
| 22/50 (44.0%)    | Tiro da 2          | 11/29 (37.9%)   |
| 2/10 (20.%)      | Tiro da 3          | 11/32 (34.4%)   |
| 10/18 (55.6%)    | Tiri liberi        | 18/26 (69.2%)   |
| 13               | Rimbalzi offensivi | 14              |
| 23               | Rimbalzi difensivi | 24              |
| 36               | Rimbalzi totali    | 38              |
| 15               | Assist             | 21              |
| 18               | Palle perse        | 15              |
| 9                | Palle rubate       | 7               |
| 5                | Stoppate           | 3               |
| 24               | Falli              | 22              |

| Quintetto titolare | Quintetto titolare | Quintetto titolare | Pt   | Rim  | Ass  |
| ------------------ | ------------------ | ------------------ | ---- | ---- | ---- |
| P                  | 1                  | Derrick Colter     | 12   | 4    | 5    |
| GA                 | 34                 | Marquis Addison    | 8    | 2    | 3    |
| A                  | 0                  | Markel Humphrey    | 10   | 6    | 3    |
| AC                 | 14                 | Jonathan Dubas     | 11   | 4    | 1    |
| AC                 | 10                 | Arnaud Cotture     | 9    | 3    | 4    |
| Panchina:          |                    |                    |      |      |      |
| A                  | 8                  | Mikaël Maruotto    | 0    | 7    | 2    |
| C                  | 12                 | Alexander Hart     | 0    | 0    | 0    |
| P                  | 13                 | Marin Bavčević     | 0    | 3    | 2    |
| C                  | 21                 | Samir Sehic        | 19   | 8    | 1    |
| PG                 | 24                 | Robert Zinn        | 4    | 1    | 0    |
| PG                 | 10                 | Christian Tukama   | n.e. | n.e. | n.e. |
| Allenatore:        |                    |                    |      |      |      |
| Adnan Chuk         |                    |                    |      |      |      |

| Supercup 2019             |
| ------------------------- |
| Lions de Genève 3º titolo |